# 21 septembre 1973
Le vendredi 21 septembre 1973 est le 264e jour de l'année 1973.

## Naissances
- Bettina Belitz, écrivaine allemande
- Driulis González, judoka cubaine
- Edgars Rinkēvičs, diplomate et homme politique letton
- Franky Oviedo, joueur de football colombien
- Gregori Labadze, joueur de rugby
- Mike Anderson, joueur de football américain
- Oswaldo Sánchez, footballeur mexicain
- Virginia Ruano Pascual, joueuse de tennis espagnole
- Yoon Sang-hyun, auteur-compositeur-interprète, chanteur et acteur sud-coréen

## Décès
- Charles-Harold Dodd (né le 7 avril 1884), exégète britannique
- Diana Sands (née le 22 août 1934), actrice américaine
- Lidia Rouslanova (née le 27 octobre 1900), chanteuse russe
- William Plomer (né le 10 décembre 1903), écrivain sud-africain

## Événements
- Découverte de 2035 Stearns
- Sortie de l'album Faust IV
- Sortie du film Ivan Vassilievitch change de profession
- Sortie de l'album Vagabonds of the Western World
- Des avions de combat Mirage 5 de l'Armée de l'air de la Jamahiriya arabe libyenne mitraille à deux reprises la corvette Pietro De Cristofaro (F540) de la marine italienne faisant quatre blessés[1] ou un mort (de ses blessures) et deux blessés[2] .